# Tratamento da dor

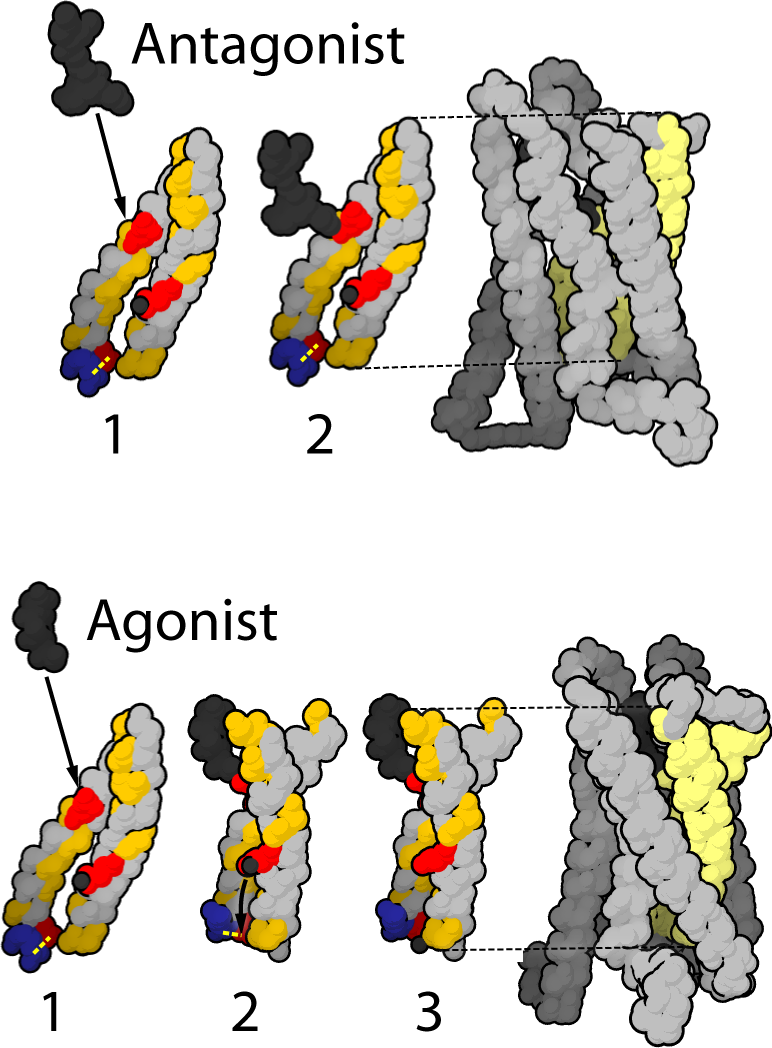
Receptores μ-opioides ativos e inativos.

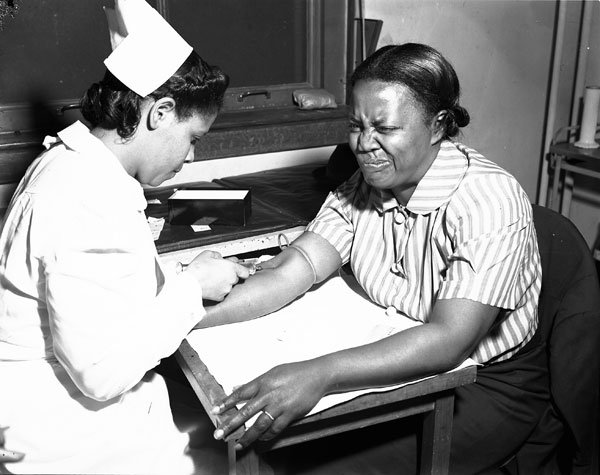
Imagem da dor visual.

O tratamento da dor é um aspecto da medicina e da assistência médica que envolve o alívio da dor (alívio da dor, analgesia, controle da dor) em várias dimensões, desde aguda e simples até crônica e desafiadora. A maioria dos médicos e outros profissionais de saúde oferece algum controle da dor no curso normal de sua prática e, para os casos mais complexos de dor, eles também recorrem à ajuda adicional de uma especialidade médica específica dedicada à dor, chamada de medicina da dor.
O tratamento da dor geralmente usa uma abordagem multidisciplinar para aliviar o sofrimento e melhorar a qualidade de vida de qualquer pessoa que sinta dor, seja dor aguda ou crônica. O alívio da dor em geral (analgesia) geralmente é um assunto agudo, enquanto o tratamento da dor crônica requer dimensões adicionais.
Uma equipe multidisciplinar típica de tratamento da dor pode incluir: médicos, farmacêuticos, psicólogos clínicos, fisioterapeutas, terapeutas ocupacionais, terapeutas recreativos, assistentes médicos, enfermeiros e dentistas. A equipe também pode incluir outros especialistas em saúde mental e massoterapeutas. Às vezes, a dor se resolve rapidamente após a cura do trauma ou da patologia subjacente e é tratada por um único profissional, com medicamentos como analgésicos e, ocasionalmente, também ansiolíticos.
O tratamento eficaz da dor crônica (de longo prazo), no entanto, frequentemente requer os esforços coordenados da equipe de tratamento da dor. O tratamento eficaz da dor nem sempre significa a erradicação total de toda a dor. Em vez disso, muitas vezes significa alcançar uma qualidade de vida adequada na presença de dor, por meio de qualquer combinação de diminuição da dor e/ou melhor compreensão da dor e capacidade de viver bem apesar dela. A medicina trata lesões e doenças para apoiar e acelerar a cura. Ela trata sintomas incômodos, como dor e desconforto, para reduzir qualquer sofrimento durante o tratamento, cura e morte.
A tarefa da medicina é aliviar o sofrimento em três circunstâncias. A primeira é quando uma lesão ou patologia dolorosa é resistente ao tratamento e persiste. A segunda é quando a dor persiste após a cura da lesão ou da patologia. Finalmente, a terceira circunstância é quando a ciência médica não consegue identificar a causa da dor. As abordagens de tratamento para a dor crônica incluem medidas farmacológicas, como analgésicos (medicamentos para dor), antidepressivos e anticonvulsivos; procedimentos intervencionistas, fisioterapia, exercícios físicos, aplicação de gelo ou calor; e medidas psicológicas, como biofeedback e terapia cognitivo-comportamental.

## Definições de dor
Na profissão de enfermagem, uma definição comum de dor é qualquer problema que seja "o que quer que a pessoa que está sentindo diga que é, existindo sempre que a pessoa que está sentindo disser que existe".
O tratamento da dor inclui o paciente e a comunicação sobre o problema da dor. Para definir o problema da dor, um profissional de saúde provavelmente fará perguntas como:
- Qual é a intensidade da dor?
- Qual é a sensação da dor?
- Onde está a dor?
- O que, se houver, faz com que a dor diminua?
- O que, se houver, faz a dor aumentar?
- Quando a dor começou?

Depois de fazer essas perguntas, o profissional de saúde terá uma descrição da dor. O tratamento da dor será então usado para tratar essa dor.

## Efeitos adversos
Há muitos tipos de tratamento da dor. Cada um deles tem seus próprios benefícios, desvantagens e limites.
Um desafio comum no tratamento da dor é a comunicação entre o profissional de saúde e a pessoa que está sentindo dor. As pessoas que sentem dor podem ter dificuldade para reconhecer ou descrever o que estão sentindo e a intensidade da dor. Os profissionais de saúde e os pacientes podem ter dificuldade de se comunicar entre si sobre como a dor responde aos tratamentos. Em muitos tipos de tratamento da dor, há o risco de o paciente fazer um tratamento menos eficaz do que o necessário ou que cause outras dificuldades e efeitos colaterais. Alguns tratamentos para a dor podem ser prejudiciais se usados em excesso. Um objetivo do tratamento da dor para o paciente e seu profissional de saúde é identificar a quantidade de tratamento necessária para tratar a dor sem ultrapassar esse limite.
Outro problema com esse tratamento é que a dor é a maneira natural do corpo de comunicar um problema. A dor deve se resolver à medida que o corpo se cura com o tempo e com o próprio tratamento. Às vezes, o tratamento da dor encobre um problema, e o paciente pode estar menos consciente de que precisa de cuidados para um problema mais grave.

## Abordagem física

### Medicina física e reabilitação
A medicina física e de reabilitação usam uma série de técnicas físicas, como calor e eletroterapia, bem como exercícios terapêuticos e terapia comportamental. Essas técnicas geralmente fazem parte de um programa interdisciplinar ou multidisciplinar que também pode incluir medicamentos. A terapia de spa mostrou efeitos positivos na redução da dor em pacientes com dor lombar crônica. No entanto, há estudos limitados sobre essa abordagem. Estudos demonstraram que as fitas Kinesio podem ser usadas em indivíduos com dor lombar crônica para reduzir a dor. O Centro de Controle e Prevenção de Doenças (CDC) recomenda que a fisioterapia e os exercícios possam ser prescritos como uma alternativa positiva aos opioides para diminuir a dor em várias lesões, doenças ou enfermidades. Isso pode incluir dor lombar crônica, osteoartrite do quadril e do joelho ou fibromialgia. O exercício sozinho ou com outras disciplinas de reabilitação (como abordagens de base psicológica) pode ter um efeito positivo na redução da dor. Além de melhorar a dor, o exercício também pode melhorar o bem-estar e a saúde geral.
A terapia manual e de mobilização são intervenções seguras que provavelmente reduzem a dor em pacientes com dor lombar crônica. No entanto, a terapia manual produz um efeito maior do que a mobilização.
Especificamente na dor lombar crônica, a educação sobre a maneira como o cérebro processa a dor em conjunto com intervenções fisioterapêuticas de rotina pode proporcionar alívio de curto prazo da incapacidade e da dor.

### Intervenções com exercícios
Intervenções de atividade física, como tai chi, ioga e Pilates, promovem a harmonia da mente e do corpo por meio da consciência corporal total. Essas práticas incorporam técnicas de respiração, meditação e uma ampla variedade de movimentos, ao mesmo tempo em que treinam o corpo para ter um desempenho funcional por meio do aumento da força, da flexibilidade e da amplitude de movimento. A atividade física e os exercícios podem melhorar a dor crônica (dor que dura mais de 12 semanas), e a qualidade de vida em geral, ao mesmo tempo em que minimizam a necessidade de medicamentos para a dor. Mais especificamente, a caminhada tem sido eficaz para melhorar o tratamento da dor na lombalgia crônica.

### TENS
A estimulação elétrica nervosa transcutânea (TENS - transcutaneous electrical nerve stimulation) é um dispositivo portátil autooperado destinado a ajudar a regular e controlar a dor crônica por meio de impulsos elétricos. Pesquisas limitadas exploraram a eficácia da TENS em relação ao tratamento da dor na esclerose múltipla (EM). A EM é um distúrbio neurológico autoimune crônico que consiste na desmielinização dos axônios nervosos e na interrupção da velocidade e da eficiência da condução nervosa. Em um estudo, os eletrodos foram colocados sobre a coluna lombar e os participantes receberam tratamento duas vezes por dia e a qualquer momento quando experimentaram um episódio doloroso. Esse estudo descobriu que a TENS seria benéfica para pacientes com EM que relataram sintomas localizados ou limitados a um membro. A pesquisa é mista quanto ao fato de a TENS ajudar ou não no tratamento da dor em pacientes com EM.
Descobriu-se que a estimulação elétrica nervosa transcutânea é ineficaz para a dor lombar. No entanto, ela pode ajudar na neuropatia diabética e em outras doenças.

### ETCC
A estimulação transcraniana por corrente contínua (ETCC ou tDCS - transcranial direct current stimulation) é uma técnica não invasiva de estimulação cerebral que pode modular a atividade em regiões específicas do córtex cerebral e envolve a aplicação de uma corrente contínua constante de baixa intensidade (até 2 mA) no couro cabeludo por meio de eletrodos para modular a excitabilidade de grandes áreas corticais. A tDCS pode ter uma função na avaliação da dor ao contribuir para os esforços de distinção entre os aspectos somáticos e afetivos da experiência da dor. Zaghi et al. (2011) descobriram que o córtex motor, quando estimulado com tDCS, aumenta o limiar tanto para a percepção de estímulos não dolorosos quanto para a percepção de estímulos dolorosos. Embora haja uma necessidade maior de pesquisas que examinem o mecanismo da estimulação elétrica em relação ao tratamento da dor, uma teoria sugere que as mudanças na atividade talâmica podem ser devidas à influência da estimulação do córtex motor na diminuição das sensações de dor.
Em relação à esclerose múltipla, um estudo constatou que, após sessões diárias de tDCS, o relato subjetivo de dor de um indivíduo diminuiu quando comparado a uma condição simulada. Além disso, o estudo constatou uma melhora semelhante de 1 a 3 dias antes e depois de cada sessão de tDCS.
A fibromialgia é um distúrbio no qual o indivíduo apresenta atividade cerebral disfuncional, dor musculoesquelética, fadiga e sensibilidade em áreas localizadas. A pesquisa que examinou a tDCS para o tratamento da dor na fibromialgia encontrou evidências iniciais de diminuição da dor. Especificamente, a estimulação do córtex motor primário resultou em uma melhora significativamente maior da dor em comparação com o grupo de controle (por exemplo, estimulação sham, estimulação do córtex pré-frontal dorsolateral). No entanto, esse efeito diminuiu após o término do tratamento, mas permaneceu significativo por três semanas após o fim do tratamento.

### Acupuntura
A acupuntura envolve a inserção e a manipulação de agulhas em pontos específicos do corpo para aliviar a dor ou para fins terapêuticos. Uma análise dos 13 estudos de melhor qualidade sobre o tratamento da dor com acupuntura, publicada em janeiro de 2009 no British Medical Journal, não conseguiu quantificar a diferença no efeito sobre a dor da acupuntura real, simulada e não acupuntura. Uma revisão sistemática em 2019 relatou que a terapia de injeção de acupuntura foi um tratamento eficaz para pacientes com dor lombar crônica inespecífica e é amplamente utilizada nos países do sudeste asiático.

### Fototerapia
Pesquisas não encontraram evidências de que a fototerapia, como a laserterapia de baixa intensidade, seja uma terapia eficaz para aliviar a dor lombar.

### Terapia sonora
A audioanalgesia e a musicoterapia são exemplos do uso de estímulos auditivos para o tratamento da dor ou de outros problemas. Em geral, elas são consideradas insuficientes quando usadas isoladamente, mas também são úteis como complementos de outras formas de terapia.

### Procedimentos intervencionistas
Os procedimentos de radiologia intervencionista para o controle da dor, normalmente usados para dor crônica nas costas, incluem injeções de esteroides epidurais, injeções nas facetas articulares, bloqueios neurolíticos, estimuladores da medula espinhal e implantes de sistemas de administração de medicamentos intratecais.
A radiofrequência pulsada, a neuromodulação, a introdução direta de medicamentos e a ablação de nervos podem ser usadas para atingir as estruturas teciduais e os órgãos/sistemas responsáveis pela nocicepção persistente ou os nociceptores das estruturas implicadas como fonte de dor crônica. O tratamento com radiofrequência melhorou a dor em pacientes com dor lombar nas facetas articulares. No entanto, a radiofrequência contínua é mais eficaz no tratamento da dor do que a radiofrequência pulsada.
Uma bomba intratecal usada para administrar quantidades muito pequenas de medicamentos diretamente no fluido espinhal. Isso é semelhante às infusões epidurais usadas no parto e no pós-operatório. As principais diferenças são que é muito mais comum que o medicamento seja administrado no fluido espinhal (intratecal) em vez de epidural, e a bomba pode ser totalmente implantada sob a pele.[carece de fontes?]
Um estimulador da medula espinhal é um dispositivo médico implantável que cria impulsos elétricos e os aplica próximo à superfície dorsal da medula espinhal, proporcionando uma sensação de parestesia ("formigamento") que altera a percepção da dor pelo paciente.[carece de fontes?]

### Terapia intra-articular com ozônio
Observou-se que a ozonioterapia intra-articular alivia de forma eficiente a dor crônica em pacientes com osteoartrite de joelho.

## Abordagem psicológica

### Terapia de aceitação e compromisso
A terapia de aceitação e compromisso (ACT) é uma forma de terapia cognitivo-comportamental que se concentra na mudança de comportamento em vez de na mudança de sintomas, inclui métodos projetados para alterar o contexto em torno das experiências psicológicas em vez de alterar a composição das experiências e enfatiza o uso de métodos de mudança de comportamento experimental. O processo central da ACT gira em torno da flexibilidade psicológica, que, por sua vez, inclui processos de aceitação, conscientização, uma qualidade orientada para o presente na interação com as experiências, uma capacidade de persistir ou mudar o comportamento e uma capacidade de ser guiado pelos próprios valores. A ACT tem uma base de evidências cada vez maior para uma série de problemas de saúde e comportamento, incluindo a dor crônica. 31] A ACT influencia os pacientes a adotarem um processo conjunto de aceitação e mudança, o que permite uma maior flexibilidade no foco do tratamento.
Pesquisas recentes aplicaram a ACT com sucesso à dor crônica em adultos mais velhos devido, em parte, à sua direção a partir de valores individuais e por ser altamente personalizável para qualquer estágio da vida. De acordo com o modelo terapêutico da ACT, também foram observados aumentos significativos nas variáveis de processo, aceitação da dor e atenção plena em um estudo que aplicou a ACT à dor crônica em adultos mais velhos. Além disso, esses resultados primários sugeriram que um tratamento baseado na ACT pode melhorar significativamente os níveis de incapacidade física, incapacidade psicossocial e depressão pós-tratamento e em um acompanhamento de três meses para adultos mais velhos com dor crônica.

### Terapia cognitivo-comportamental
A terapia cognitivo-comportamental (TCC) ajuda os pacientes com dor a entender a relação entre a dor, os pensamentos, as emoções e os comportamentos. Um dos principais objetivos do tratamento é a reestruturação cognitiva (pensamento, raciocínio ou lembrança) para incentivar padrões de pensamento úteis. Isso terá como alvo atividades saudáveis, como exercícios regulares e ritmo. Mudanças no estilo de vida também são treinadas para melhorar os padrões de sono e para desenvolver melhores habilidades de enfrentamento da dor e de outros fatores estressantes usando várias técnicas (por exemplo, relaxamento, respiração diafragmática e até mesmo biofeedback).
Estudos demonstraram a utilidade da terapia cognitivo-comportamental no tratamento da dor lombar crônica, produzindo reduções significativas na incapacidade física e psicossocial. A TCC é significativamente mais eficaz do que o tratamento padrão no tratamento de pessoas com dor em todo o corpo, como a fibromialgia. As evidências da utilidade da TCC no tratamento da dor crônica em adultos são, em geral, mal compreendidas, em parte devido à proliferação de técnicas de qualidade duvidosa e à baixa qualidade dos relatórios dos ensaios clínicos.[carece de fontes?] O conteúdo crucial das intervenções individuais não foi isolado e os elementos contextuais importantes, como o treinamento do terapeuta e o desenvolvimento de manuais de tratamento, não foram determinados. A natureza amplamente variável dos dados resultantes dificulta muito a revisão sistemática e a meta-análise úteis dentro do campo.
Em 2020, uma revisão sistemática de ensaios clínicos randomizados avaliou a eficácia clínica das terapias psicológicas para o tratamento da dor crônica em adultos (excluindo dores de cabeça). Não há evidências de que a terapia comportamental (TC) seja eficaz para reduzir esse tipo de dor, mas a TC pode ser útil para melhorar o humor da pessoa imediatamente após o tratamento. Essa melhora parece ser pequena e tem curta duração. A TCC pode ter um pequeno efeito positivo de curto prazo sobre a dor imediatamente após o tratamento. A TCC também pode ter um pequeno efeito na redução da incapacidade e da catastrofização potencial que pode estar associada à dor crônica em adultos. Esses benefícios não parecem durar muito tempo após a terapia. A TCC pode contribuir para melhorar o humor de um adulto com dor crônica, o que pode ser mantido por períodos mais longos.
Para crianças e adolescentes, uma revisão de ensaios clínicos randomizados que avaliaram a eficácia da terapia psicológica para o tratamento da dor crônica e recorrente constatou que os tratamentos psicológicos são eficazes na redução da dor quando pessoas com menos de 18 anos de idade têm dores de cabeça. Esse efeito benéfico pode ser mantido por pelo menos três meses após a terapia. Os tratamentos psicológicos também podem melhorar o controle da dor em crianças ou adolescentes que sentem dores não relacionadas a dores de cabeça. Não se sabe se a terapia psicológica melhora o humor da criança ou do adolescente e o potencial de incapacidade relacionado à sua dor crônica.

### Hipnose
Uma revisão de 2007 de 13 estudos encontrou evidências da eficácia da hipnose na redução da dor em algumas condições. No entanto, os estudos tinham algumas limitações, como o tamanho reduzido dos estudos, o que levantou questões de poder para detectar diferenças entre grupos e a falta de controles confiáveis para placebo ou expectativa. Os autores concluíram que "embora as descobertas ofereçam suporte para a aplicabilidade geral da hipnose no tratamento da dor crônica, serão necessárias muito mais pesquisas para determinar completamente os efeitos da hipnose em diferentes condições de dor crônica".:283
A hipnose reduziu a dor de alguns procedimentos médicos nocivos em crianças e adolescentes. Em ensaios clínicos com outros grupos de pacientes, ela reduziu significativamente a dor em comparação com nenhum tratamento ou outras intervenções não hipnóticas. Os efeitos da autohipnose na dor crônica são mais ou menos comparáveis aos do relaxamento muscular progressivo.
Observou-se que a hipnose com analgésico alivia a dor crônica na maioria das pessoas e pode ser uma alternativa segura e eficaz aos medicamentos. No entanto, são necessários dados clínicos de alta qualidade para generalizar para toda a população com dor crônica.

### Meditação de atenção plena
Uma meta-análise de 2013 de estudos que usaram técnicas centradas no conceito de atenção plena (mindfulness) concluiu que "as intervenções baseadas em atenção plena (MBI - mindfulness-based interventions) diminuem a intensidade da dor em pacientes com dor crônica". Uma revisão de 2019 de estudos de intervenções breves baseadas em atenção plena (BMBI - brief mindfulness-based interventions) concluiu que as BMBI não são recomendadas como tratamento de primeira linha e não puderam confirmar sua eficácia no tratamento da dor crônica ou aguda.

### Tratamento da dor com base na atenção plena
O tratamento da dor baseado em atenção plena (MBPM - mindfulness-based pain management) é uma intervenção baseada em atenção plena (MBI) que oferece aplicações específicas para pessoas que vivem com dor e doença crônicas. Adaptando os conceitos e práticas centrais da redução do estresse baseada em atenção plena (MBSR - mindfulness-based stress reduction) e da terapia cognitiva baseada em atenção plena (MBCT - mindfulness-based cognitive therapy), a MBPM inclui uma ênfase distinta na prática da "bondade amorosa" e tem sido vista como sensível às preocupações sobre a remoção do ensino da atenção plena de sua estrutura ética original no budismo. Foi desenvolvida por Vidyamala Burch e é aplicada por meio dos programas da Breathworks. Foi submetida a uma série de estudos clínicos que demonstraram sua eficácia.

## Medicamentos
A Organização Mundial da Saúde (OMS) recomenda uma "escada da dor" para o tratamento do alívio da dor com medicamentos farmacêuticos. Ela foi descrita pela primeira vez para uso na dor do câncer. No entanto, ela pode ser usada por profissionais médicos como um princípio geral no tratamento de qualquer tipo de dor. No tratamento da dor crônica, a escada analgésica de três passos da OMS fornece diretrizes para a seleção do medicamento apropriado. Os medicamentos exatos recomendados variam de acordo com o país e o centro de tratamento individual, mas o texto a seguir dá um exemplo da abordagem da OMS para tratar a dor crônica com medicamentos. Se, em algum momento, o tratamento não proporcionar o alívio adequado da dor, o médico e o paciente passarão para a próxima etapa.
| Tipos comuns de dor e tratamento medicamentoso típico                    | Tipos comuns de dor e tratamento medicamentoso típico   | Tipos comuns de dor e tratamento medicamentoso típico | Tipos comuns de dor e tratamento medicamentoso típico |
| Tipo de dor                                                              | Tratamento medicamentoso inicial típico                 | Comentários |                                                       |
| ------------------------------------------------------------------------ | ------------------------------------------------------- | --- | ----------------------------------------------------- |
| Dor de cabeça                                                            | Paracetamol/acetaminofeno, AINE                         | A consulta médica é apropriada se as dores de cabeça forem graves, persistentes, acompanhadas de febre, vômitos ou problemas de fala ou equilíbrio; a automedicação deve ser limitada a duas semanas |                                                       |
| Enxaqueca                                                                | Paracetamol, AINE                                       | Os triptanos são usados quando os outros não funcionam, ou quando as enxaquecas são frequentes ou graves                                                                                             |                                                       |
| Cólica menstrual                                                         | AINE                                                    | Alguns AINEs são comercializados para cólicas, mas qualquer AINE funciona |                                                       |
| Pequenos traumas, como hematomas, escoriações ou entorses                | Paracetamol, AINE                                       | Opioides não recomendados |                                                       |
| Trauma grave, como ferimento, queimadura, fratura óssea ou entorse grave | Opioides                                                | Mais de duas semanas de dor que requer tratamento com opioides é incomum |                                                       |
| Tensão ou distensão muscular                                             | AINE, relaxantes musculares                             | Se houver inflamação, os AINE podem funcionar melhor; uso apenas em curto prazo |                                                       |
| Dor leve após cirurgia                                                   | Paracetamol, AINE                                       | Opioides raramente necessários |                                                       |
| Dor intensa após cirurgia                                                | Opioides                                                | Combinações de opioides podem ser prescritas se a dor for intensa |                                                       |
| Dor muscular                                                             | Paracetamol, AINE                                       | Se houver inflamação, os AINE podem funcionar melhor |                                                       |
| Dor de dente ou dor causada por procedimentos odontológicos              | Paracetamol, AINE                                       | Uso de curto prazo; opioides podem ser necessários para dor intensa |                                                       |
| Dor de cálculo renal                                                     | Paracetamol, AINE, opioides                             | Opioides geralmente necessários se a dor for intensa. |                                                       |
| Dor devido a azia ou doença do refluxo gastroesofágico                   | Antiácido, antagonista H2, inibidor da bomba de prótons | Azia que dura mais de uma semana requer atenção médica; aspirina e AINE devem ser evitados |                                                       |
| Dor crônica nas costas                                                   | Paracetamol, AINE                                       | Os opioides podem ser necessários se outros medicamentos não controlarem a dor e se a dor for persistente                                                                                            |                                                       |
| Dor de osteoartrite                                                      | Paracetamol, AINE                                       | Recomenda-se atenção médica se a dor persistir. |                                                       |
| Fibromialgia                                                             | Antidepressivo, anticonvulsivo                          | As evidências sugerem que os opioides não são eficazes no tratamento da fibromialgia |                                                       |

### Dor leve
O paracetamol (acetaminofeno) ou um anti-inflamatório não esteroide (AINE), como o ibuprofeno, aliviará a dor leve.

### Dor leve a moderada
O paracetamol, um AINE ou o paracetamol em um produto combinado com um opioide fraco, como o tramadol, pode proporcionar maior alívio do que o uso separado. Uma combinação de opioide com acetaminofeno pode ser usada com frequência, como Percocet, Vicodin ou Norco.[carece de fontes?]

### Dor moderada a intensa
Ao tratar a dor moderada a intensa, é necessário considerar o tipo de dor, aguda ou crônica. O tipo de dor pode resultar na prescrição de medicamentos diferentes. Certos medicamentos podem funcionar melhor para a dor aguda, outros para a dor crônica, e alguns podem funcionar igualmente bem em ambos. A medicação para dor aguda é para o início rápido da dor, como no caso de um trauma infligido ou para tratar a dor pós-operatória. A medicação para dor crônica serve para aliviar a dor contínua e de longa duração.
A morfina é o padrão com o qual todos os narcóticos são comparados. Os derivados semissintéticos da morfina, como a hidromorfona (Dilaudid), a oximorfona (Numorphan, Opana), a nicomorfina (Vilan), o hidromorfinol e outros, variam em aspectos como duração da ação, perfil de efeitos colaterais e potência em miligramas.
O fentanil tem a vantagem de liberar menos histamina e, portanto, menos efeitos colaterais. Ele também pode ser administrado por meio de adesivo transdérmico, o que é conveniente para o tratamento da dor crônica. Além do adesivo intratecal e das formulações injetáveis de fentanil, a FDA (Food and Drug Administration) aprovou vários produtos de fentanil de liberação imediata para a dor de ruptura do câncer (Actiq/OTFC/Fentora/Onsolis/Subsys/Lazanda/Abstral).
A oxicodona é usada nas Américas e na Europa para o alívio de dores crônicas graves. Sua principal fórmula de liberação lenta é conhecida como OxyContin. Comprimidos, cápsulas, xaropes e ampolas de ação curta que contêm oxicodona estão disponíveis, tornando-a adequada para dor aguda intratável ou dor de ruptura. A diamorfina e a metadona são usadas com menos frequência.[carece de fontes?]
Estudos clínicos demonstraram que a buprenorfina transdérmica é eficaz na redução da dor crônica.
A petidina, conhecida na América do Norte como meperidina, não é recomendada A pentazocina, a dextromoramida e a dipipanona também não são recomendadas para novos pacientes, exceto em casos de dor aguda em que outros analgésicos não são tolerados ou são inadequados, por motivos farmacológicos e relacionados ao uso indevido.
Em alguns países, sintéticos potentes, como a piritramida e a cetobemidona, são usados para dor intensa. O tapentadol é um agente mais recente introduzido na última década.
Para dor moderada, são usados tramadol, codeína, diidrocodeína e hidrocodona, com nicocodeína, etilmorfina e propoxifeno ou dextropropoxifeno (menos comumente).
Drogas de outros tipos podem ser usadas para ajudar os opioides a combater certos tipos de dor. A amitriptilina é prescrita para dor muscular crônica nos braços, pernas, pescoço e região lombar com um opiáceo ou, às vezes, sem ele ou com um AINE.
Embora os opiáceos sejam frequentemente usados no tratamento da dor crônica, altas doses estão associadas a um risco maior de overdose de opiáceos.

### Opioides
Em 2009, a FDA declarou: "De acordo com os Institutos Nacionais de Saúde, estudos demonstraram que o uso médico adequadamente administrado de compostos analgésicos opioides (tomados exatamente como prescritos) é seguro, pode controlar a dor de forma eficaz e raramente causa dependência". Em 2013, a FDA declarou que "o abuso e o uso indevido desses produtos criaram um problema sério e crescente de saúde pública".
Os medicamentos opioides podem proporcionar analgesia de ação curta, intermediária ou longa, dependendo das propriedades específicas do medicamento e se ele é formulado como um medicamento de liberação prolongada. Os medicamentos opioides podem ser administrados por via oral, por injeção, pela mucosa nasal ou oral, por via retal, transdérmica, intravenosa, epidural e intratecal. Em condições de dor crônica que respondem a opioides, geralmente é prescrita uma combinação de um medicamento de ação prolongada (OxyContin, MS Contin, Opana ER, Exalgo e Metadona) ou de liberação prolongada com um medicamento de ação mais curta (oxicodona, morfina ou hidromorfona) para dor de início ou exacerbações.
A maioria dos tratamentos com opioides usados por pacientes fora dos ambientes de saúde é oral (comprimido, cápsula ou líquido), mas podem ser prescritos supositórios e adesivos para a pele. Uma injeção de opioide raramente é necessária para pacientes com dor crônica.
Embora os opioides sejam analgésicos fortes, eles não proporcionam analgesia completa, independentemente de a dor ser de origem aguda ou crônica. Os opioides são analgésicos eficazes na dor maligna crônica e modestamente eficazes no tratamento da dor não maligna. No entanto, há efeitos adversos associados, especialmente durante o início ou a mudança de dose. Quando os opioides são usados por períodos prolongados, ocorre tolerância ao medicamento. Outros riscos podem incluir dependência química, desvio e vício.
As diretrizes clínicas para a prescrição de opioides para dor crônica foram emitidas pela Sociedade Americana de Dor e pela Academia Americana de Medicina da Dor. Essas diretrizes incluem a importância de avaliar o paciente quanto ao risco de abuso, mau uso ou dependência de substâncias. Os fatores correlacionados a um risco elevado de uso indevido de opioides incluem histórico de transtorno de uso de substâncias, idade mais jovem, depressão e uso de medicamentos psicotrópicos. Os médicos que prescrevem opioides devem integrar esse tratamento a qualquer intervenção psicoterapêutica que o paciente possa estar recebendo. As diretrizes também recomendam o monitoramento não apenas da dor, mas também do nível de funcionamento e do cumprimento das metas terapêuticas. O médico prescritor deve suspeitar de abuso quando um paciente relata uma redução na dor, mas não apresenta melhora na função ou progresso no alcance das metas identificadas.
A lista abaixo consiste de analgésicos opioides comumente usados que têm formulações de ação prolongada. Os nomes de marcas comuns para a formulação de liberação prolongada estão entre parênteses.
- Oxicodona (OxyContin)
- Hidromorfona (Exalgo, Hydromorph Contin)
- Morfina (M-Eslon, MS Contin)
- Oximorfona (Opana ER)
- Fentanil, transdérmico (Duragesic)
- Buprenorfina*, transdérmica (Butrans)
- Tramadol (Ultram ER)
- Tapentadol (Nucynta ER)
- Metadona* (Metadol, Methadose)
- Bitartarato de hidrocodona (Hysingla ER) e bicarbonato (Zohydro ER)

*A metadona e a buprenorfina são usadas tanto para o tratamento da dependência de opioides quanto como analgésicos.

### Anti-inflamatórios não esteroides
O outro grande grupo de analgésicos são os anti-inflamatórios não esteroides (AINE). Eles atuam inibindo a liberação de prostaglandinas, que causam dor inflamatória. O acetaminofeno/paracetamol nem sempre está incluído nessa classe de medicamentos. Entretanto, o acetaminofeno pode ser administrado como medicamento único ou em combinação com outros analgésicos (AINE e opioides). Os AINE alternativamente prescritos, como o cetoprofeno e o piroxicam, têm benefício limitado em distúrbios de dor crônica e, com o uso prolongado, estão associados a efeitos adversos significativos. O uso de AINE seletivos, designados como inibidores seletivos da COX-2, apresenta riscos cardiovasculares e cerebrovasculares significativos que limitaram sua utilização. Os AINE comuns incluem aspirina, ibuprofeno e naproxeno. Há muitos AINE, como o parecoxibe (inibidor seletivo da COX-2), com eficácia comprovada após diferentes procedimentos cirúrgicos. O amplo uso de analgésicos não opioides pode reduzir os efeitos colaterais induzidos por opioides.

### Medicamentos antidepressivos e antiepilépticos
Alguns medicamentos antidepressivos e antiepilépticos são usados no tratamento da dor crônica e agem principalmente nas vias de dor do sistema nervoso central, embora mecanismos periféricos também tenham sido atribuídos. Em geral, eles são usados para tratar o cérebro nervoso resultante de lesões no sistema nervoso. A neuropatia pode ser causada por níveis elevados e crônicos de açúcar no sangue (neuropatia diabética). Esses medicamentos também reduzem a dor causada por vírus, como o herpes zoster, a dor do membro fantasma e a dor pós-AVC. Esses mecanismos variam e, em geral, são mais eficazes em distúrbios de dor neuropática e na síndrome complexa de dor regional. Um medicamento antiepiléptico comum é a gabapentina, e um exemplo de antidepressivo seria a amitriptilina.

### Canabinóides
As evidências do efeito da Cannabis medicinal na redução da dor são geralmente conclusivas. Detalhado em um relatório de 1999 do Academia Nacional de Medicina dos Estados Unidos, "as evidências disponíveis de estudos em animais e humanos indicam que os canabinoides podem ter um efeito analgésico substancial". Em um estudo de revisão de 2013 publicado na Fundamental & Clinical Pharmacology, vários estudos foram citados para demonstrar que os canabinoides apresentam eficácia comparável à dos opioides em modelos de dor aguda e eficácia ainda maior em modelos de dor crônica. É principalmente o composto THC da Cannabis medicinal que proporciona benefícios analgésicos, em oposição ao CBD.

### Cetamina
A cetamina em baixa dosagem às vezes é usada como alternativa aos opioides para o tratamento da dor aguda nos departamentos de emergência dos hospitais. A cetamina provavelmente reduz a dor mais do que os opioides e com menos náuseas e vômitos.

### Outros analgésicos
Outros medicamentos que podem potencializar os analgésicos convencionais ou ter propriedades analgésicas em determinadas circunstâncias são chamados de medicamentos adjuvantes analgésicos. A gabapentina, um anticonvulsivante, pode reduzir a dor neuropática e também pode potencializar os opiáceos. Medicamentos com atividade anticolinérgica, como a orfenadrina e a ciclobenzaprina, são administrados em conjunto com opioides para dor neuropática. A orfenadrina e a ciclobenzaprina também são relaxantes musculares e são úteis em condições musculoesqueléticas dolorosas. A clonidina, um agonista do receptor alfa-2, é outro fármaco que tem sido usado como adjuvante analgésico. Em 2021, os pesquisadores descreveram um novo tipo de terapia contra a dor - um método de edição do epigenoma CRISPR-dCas9 para reprimir a expressão do gene Nav1.7, que mostrou potencial terapêutico em três modelos de dor crônica em camundongos.

## Autotratamento
O autotratamento da dor crônica tem sido descrito como a capacidade do indivíduo de tratar vários aspectos de sua dor crônica. O autotratamento pode incluir o desenvolvimento da autoeficácia, o monitoramento dos próprios sintomas, o estabelecimento de metas e o planejamento de ações. Também inclui a tomada de decisão compartilhada entre paciente e médico, entre outros. Os benefícios do autotratamento variam dependendo das técnicas utilizadas. Elas têm apenas benefícios marginais no tratamento da dor musculoesquelética crônica.
Algumas pesquisas mostraram que o autotratamento da dor pode usar diferentes abordagens. Essas abordagens podem variar de diferentes terapias, como ioga, acupuntura, exercícios e outras técnicas de relaxamento. Os pacientes também podem adotar uma abordagem mais natural, tomando diferentes minerais, vitaminas ou ervas.
No entanto, a pesquisa mostrou que há uma diferença entre pacientes rurais e não rurais que têm mais acesso a diferentes abordagens de auto-tratamento. Os médicos dessas áreas podem estar prescrevendo prontamente mais medicamentos para a dor nessas cidades rurais por terem menos experiência no tratamento da dor. Simplificando, às vezes é mais fácil para os pacientes rurais obterem uma receita médica paga pelo seguro em vez de abordagens naturais que custam mais dinheiro do que eles podem gastar no tratamento da dor. O autotratamento pode ser uma alternativa mais cara.

## Sociedade e cultura
O tratamento médico da dor, conforme praticado na Grécia e na Turquia, é chamado de algologia (do grego άλγος, algos, "dor"). A Sociedade Helênica de Algologia e a Sociedade Turca de Algologia e Dor são os órgãos locais relevantes afiliados à Associação Internacional para o Estudo da Dor (IASP).

### Subtratamento
O subtratamento da dor é a ausência de terapia de tratamento para uma pessoa com dor quando o tratamento é indicado.
O consenso na medicina baseada em evidências e as recomendações de organizações de especialidades médicas estabelecem diretrizes para determinar o tratamento para a dor que os profissionais de saúde devem oferecer. Por várias razões sociais, as pessoas com dor podem não procurar ou não ter acesso ao tratamento para sua dor. Os profissionais de saúde podem não fornecer o tratamento recomendado pelas autoridades.
Alguns estudos sobre preconceitos de gênero concluíram que as mulheres que sentem dor são frequentemente negligenciadas quando se trata da percepção de sua dor. O fato de parecerem estar sofrendo altos níveis de dor não fez diferença para seus observadores. As mulheres participantes dos estudos ainda eram percebidas como tendo menos dor do que realmente tinham. Os homens participantes, por outro lado, receberam alívio da dor, embora seus relatos indicassem que seus níveis de dor não necessariamente justificavam o tratamento. Os prescritores têm sido vistos prescrevendo tratamento em excesso ou em falta para indivíduos com base no fato de serem homens ou mulheres.
O gênero é um fator, assim como a raça. Quando se trata de prescritores que tratam pacientes, as disparidades raciais se tornaram um fator real. Pesquisas demonstraram que a percepção da dor em indivíduos não brancos afetou o tratamento da dor. Foi demonstrado que a comunidade afro-americana sofre significativamente quando se trata de confiar na comunidade médica para tratá-la. Muitas vezes, a medicação, embora disponível para ser prescrita, é dispensada em menor quantidade devido ao fato de sua dor ser percebida em menor escala. A comunidade negra pode ser prejudicada pelo fato de os médicos acharem que eles não estão sentindo tanta dor quanto relatam. Outra ocorrência pode ser o fato de os médicos simplesmente optarem por não tratar o paciente adequadamente, apesar do nível de dor relatado por ele mesmo. A disparidade racial é definitivamente um problema real no mundo do tratamento da dor.

### Crianças
A dor aguda é comum em crianças e adolescentes como resultado de lesões, doenças ou procedimentos médicos necessários. A dor crônica está presente em aproximadamente 15 a 25% das crianças e adolescentes. Ela pode ser causada por uma doença subjacente, como anemia falciforme, fibrose cística, artrite reumatoide. Câncer ou distúrbios funcionais, como enxaqueca, fibromialgia e síndrome complexa de dor regional, também podem causar dor crônica em crianças.
As crianças pequenas podem indicar seu nível de dor apontando para a face apropriada em uma escala de dor para crianças.
A avaliação da dor em crianças costuma ser um desafio devido a limitações no nível de desenvolvimento, na capacidade cognitiva ou em suas experiências anteriores de dor. Os médicos devem observar os sinais fisiológicos e comportamentais exibidos pela criança para fazer uma avaliação. O autorrelato, se possível, é a medida mais precisa da dor. As escalas de dor de autorrelato envolvem crianças mais novas que comparam sua intensidade de dor com fotografias de rostos de outras crianças, como a escala OUCHER, apontando para esquemas de rostos que mostram diferentes níveis de dor ou apontando o local da dor em um esboço do corpo. Os questionários para crianças mais velhas e adolescentes incluem o Questionário de Dor Pediátrica de Varni-Thompson (PPQ) e outros. Eles são utilizados com frequência para indivíduos com dor crônica ou persistente.
Acetaminofeno, agentes anti-inflamatórios não esteroides e analgésicos opioides são comumente usados para tratar sintomas de dor aguda ou crônica em crianças e adolescentes. No entanto, um pediatra deve ser consultado antes da administração de qualquer medicamento.
Os cuidadores podem fornecer tratamento não farmacológico para crianças e adolescentes porque ele apresenta risco mínimo e é econômico em comparação com o tratamento farmacológico. As intervenções não farmacológicas variam de acordo com a idade e os fatores de desenvolvimento. As intervenções físicas para aliviar a dor em bebês incluem enrolar em panos, balançar ou usar açúcar na chupeta. Para crianças e adolescentes, as intervenções físicas incluem aplicação de calor ou frio, massagem ou acupuntura. A terapia cognitivo-comportamental (TCC) tem como objetivo reduzir o sofrimento emocional e melhorar o funcionamento diário de crianças e adolescentes em idade escolar com dor, alterando a relação entre seus pensamentos e emoções. Além disso, essa terapia ensina a eles estratégias adaptativas de enfrentamento. As intervenções integradas na TCC incluem técnica de relaxamento, atenção plena, biofeedback e aceitação (no caso de dor crônica). Muitos terapeutas realizam sessões para os cuidadores a fim de fornecer-lhes estratégias eficazes de tratamento da dor.

### Certificação profissional
Os profissionais de tratamento da dor vêm de todos os campos da medicina. Além dos médicos, uma equipe de tratamento da dor muitas vezes pode se beneficiar da contribuição de farmacêuticos, fisioterapeutas, psicólogos clínicos e terapeutas ocupacionais, entre outros. Juntos, a equipe multidisciplinar pode ajudar a criar um pacote de cuidados adequado ao paciente.

#### Medicina da dor nos Estados Unidos
Os médicos especializados em dor costumam ser anestesiologistas, neurologistas, fisiatras, médicos de emergência ou psiquiatras treinados por uma bolsa de estudos. Os médicos de cuidados paliativos também são especialistas no tratamento da dor. A Sociedade Americana de Médicos Intervencionistas em Dor, o Conselho Americano de Anestesiologia, o Conselho Americano de Anestesiologia Osteopática (reconhecido pela AOABOS), o Conselho Americano de Medicina Física e Reabilitação, o Conselho Americano de Medicina de Emergência e o Conselho Americano de Psiquiatria e Neurologia fornecem certificação para uma subespecialidade em tratamento da dor após o treinamento da bolsa. O treinamento da bolsa é reconhecido pelo Conselho Americano de Especialidades Médicas (ABMS) ou pelo Departamento de Especialistas Osteopatas da Associação Americana de Osteopatia (AOABOS). Como o campo da medicina da dor cresceu rapidamente, muitos profissionais entraram na área, alguns não certificados pelo conselho da ACGME.